# Goupillières (Eure)
Pour les articles homonymes, voir Goupillières.
Goupillières est une ancienne commune française située dans le département de l'Eure en région Normandie. Depuis le 1er janvier 2018 elle est commune déléguée de la commune nouvelle de Goupil-Othon (regroupant Goupillières et Le Tilleul-Othon).

## Géographie

### Localisation
Goupillières est une commune du Centre du département de l'Eure. Elle est localisée à l'extrémité ouest de la Campagne du Neubourg, une région naturelle caractérisée par son paysage ouvert composé de grandes 
étendues de cultures. Elle se situe sur les hauteurs est de la vallée de la Risle, non loin de la confluence de la Risle et de la Charentonne.
À vol d'oiseau, la commune est à 5,5 km au nord de Beaumont-le-Roger, à 11 km à l'ouest du Neubourg, à 31 km au nord-ouest d'Évreux et à 42 km au sud-ouest de Rouen.
| Nassandres-sur-Risle (comm. dél. de Nassandres)        | Nassandres-sur-Risle (comm. dél. de Perriers-la-Campagne), Thibouville | Thibouville      |
| Nassandres-sur-Risle (comm. dél. de Nassandres) Launay | Goupillières                                                           | Thibouville      |
| Launay, Beaumontel                                     | Beaumontel                                                             | Le Tilleul-Othon |

La commune est composée de plusieurs hameaux : Melleville, Fréville, la Goderie, Bouquelon.

### Hydrographie
La commune est bordée au sud-ouest par la Risle. Celle-ci marque la limite avec la commune voisine de Launay.

## Toponymie
Le nom de la localité est attesté sous les formes Vulpilleres au XIIe siècle ; Goupilleriæ en 1258 (cartulaire de Beaumont-le-Roger), ; Les Goupillieres en 1451 (aveu de Georges de Claire) ; Gouppillieres en 1532 (aveu de Suzanne de Bourbon) ; Goupillaire et Goupillière en 1754 ; Goupilliaire et Goupilliers en 1782 (Dict. des postes).
Goupillières veut dire : « tanière de renard, lieu fréquenté par les renards »,. De l'ancien mot goupil « renard » cf. Roman de Renart, dérivé à l'aide du suffixe collectif -ière. Goupil est issu du gallo-roman WULPICULU, le W- étant dû à une influence germanique sur la consonne v- initiale du latin vulpus « renard » cf. italien volpe « renard » où v- est conservé. En revanche W- est régulièrement passé à g(u)- en français central cf. latin vespa > gallo-roman WESPA > guêpe, mais italien vespa « guêpe ». L'élément WULP- est suivi du suffixe bas latin -iculu(s) cf. *SOLICULU > soleil, pour latin sol, solis cf. italien sole « soleil ».

## Histoire
Un acte de 1699 émanant de la Généralité de Rouen stipule que Marc-Antoine le Baube est seigneur du Grand-Clos de Goupillières. Ses armes sont "d'azur à une bande d'argent cottoyée de deux cottices de même".

## Politique et administration
| Période      | Période  | Identité        | Étiquette | Qualité                 |
| ------------ | -------- | --------------- | --------- | ----------------------- |
| janvier 2018 | En cours | Sébastien Roehm |           | Fonctionnaire de police |

| Période                                  | Période       | Identité        | Étiquette | Qualité                 |
| ---------------------------------------- | ------------- | --------------- | --------- | ----------------------- |
| mars 2001                                | mars 2014     | Michel Vasseur  |           |                         |
| mars 2014                                | décembre 2017 | Sébastien Roehm |           | Fonctionnaire de police |
| Les données manquantes sont à compléter. |               |                 |           |                         |

## Démographie
L'évolution du nombre d'habitants est connue à travers les recensements de la population effectués dans la commune depuis 1793. Pour les communes de moins de 10 000 habitants, une enquête de recensement portant sur toute la population est réalisée tous les cinq ans, les populations de référence des années intermédiaires étant quant à elles estimées par interpolation ou extrapolation. Pour la commune, le premier recensement exhaustif entrant dans le cadre du nouveau dispositif a été réalisé en 2004.

En 2016, la commune comptait 885 habitants, en évolution de +13,46 % par rapport à 2010 (Eure : −0,25 %, France hors Mayotte : +2,11 %).
| 1793  | 1800  | 1806  | 1821  | 1831  | 1836  | 1841  | 1846  | 1851  |
| ----- | ----- | ----- | ----- | ----- | ----- | ----- | ----- | ----- |
| 1 114 | 1 136 | 1 269 | 1 237 | 1 308 | 1 279 | 1 220 | 1 170 | 1 062 |

| 1856  | 1861  | 1866  | 1872 | 1876 | 1881 | 1886 | 1891 | 1896 |
| ----- | ----- | ----- | ---- | ---- | ---- | ---- | ---- | ---- |
| 1 001 | 1 021 | 1 031 | 951  | 940  | 822  | 788  | 777  | 691  |

| 1901 | 1906 | 1911 | 1921 | 1926 | 1931 | 1936 | 1946 | 1954 |
| ---- | ---- | ---- | ---- | ---- | ---- | ---- | ---- | ---- |
| 683  | 643  | 602  | 539  | 547  | 534  | 566  | 630  | 618  |

| 1962 | 1968 | 1975 | 1982 | 1990 | 1999 | 2004 | 2006 | 2009 |
| ---- | ---- | ---- | ---- | ---- | ---- | ---- | ---- | ---- |
| 623  | 624  | 608  | 656  | 655  | 654  | 702  | 722  | 765  |

| 2014 | 2016 | - | - | - | - | - | - | - |
| ---- | ---- | - | - | - | - | - | - | - |
| 868  | 885  | - | - | - | - | - | - | - |

## Culture locale et patrimoine

### Lieux et monuments
La commune de Goupillières compte un édifice inscrit au titre des monuments historiques :
- L'église Notre-Dame (XIVe, XVIe, XVIIe et XIXe)  Inscrite MH (1954)[17]. Les murs de la nef de l'édifice primitif sont partiellement conservés. Le chœur date du XIVe siècle, la tour clocher du XVIe/XVIIe siècle. L'église a fait l'objet d'une restauration vers 1886.

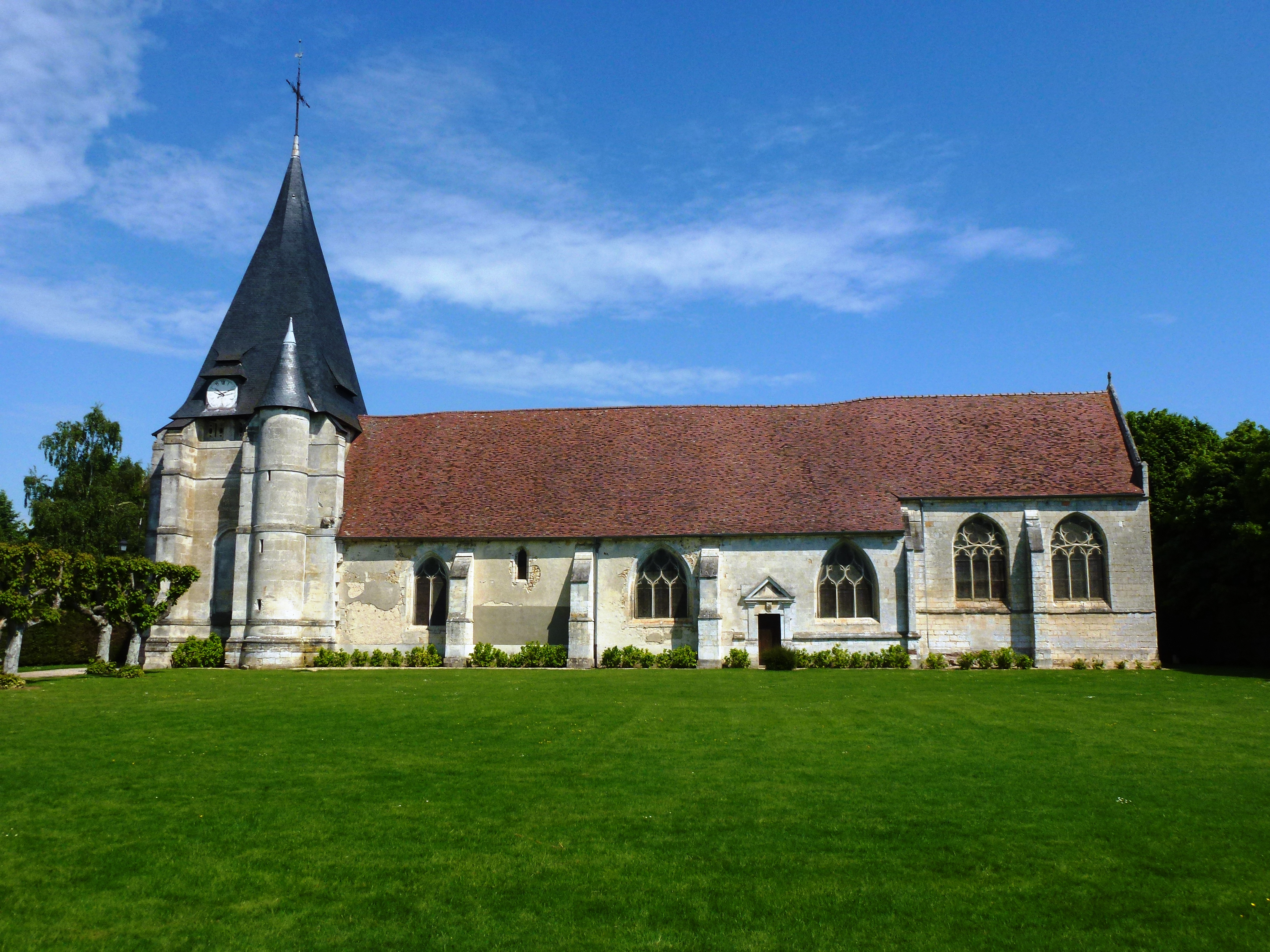
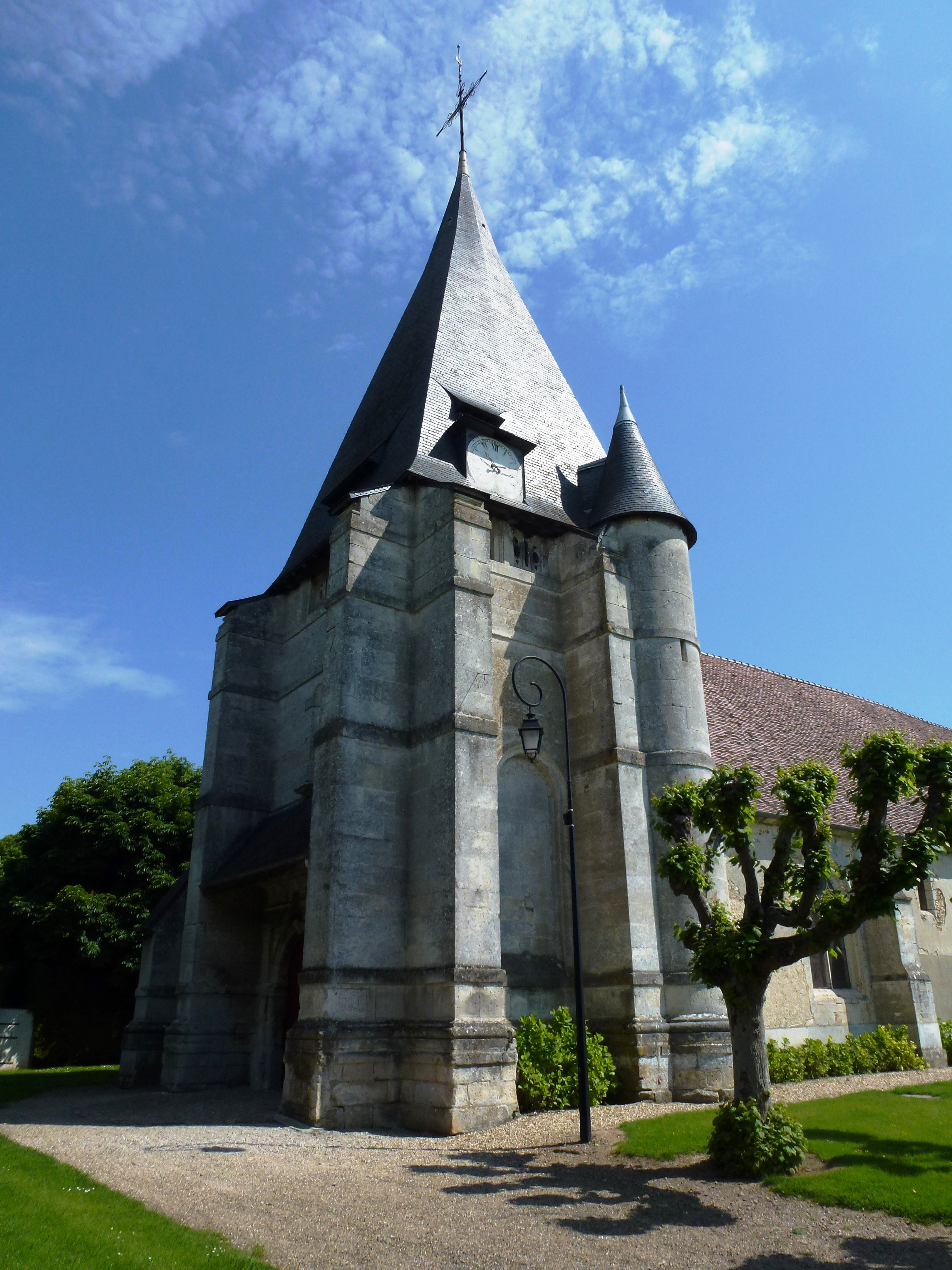
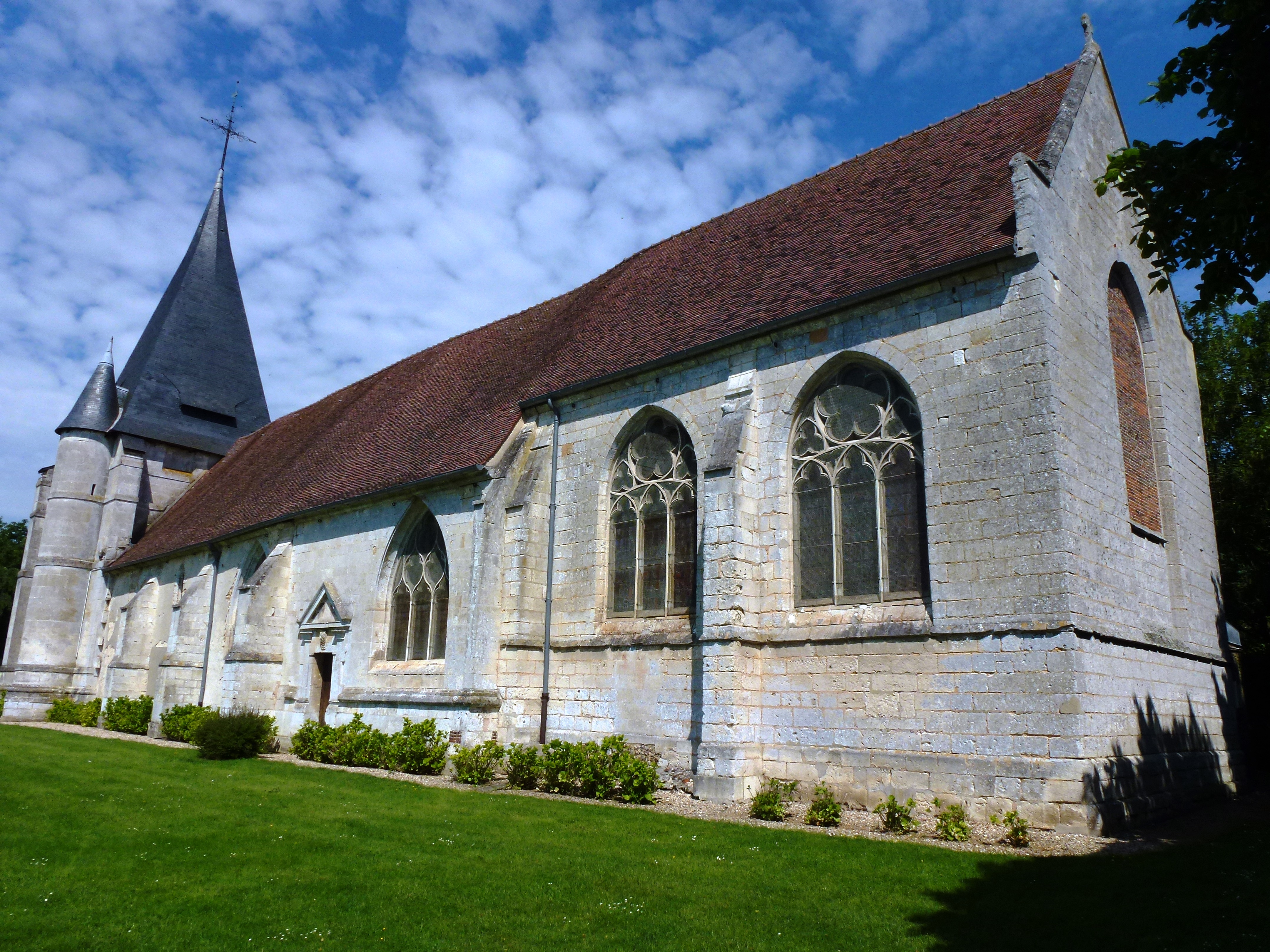
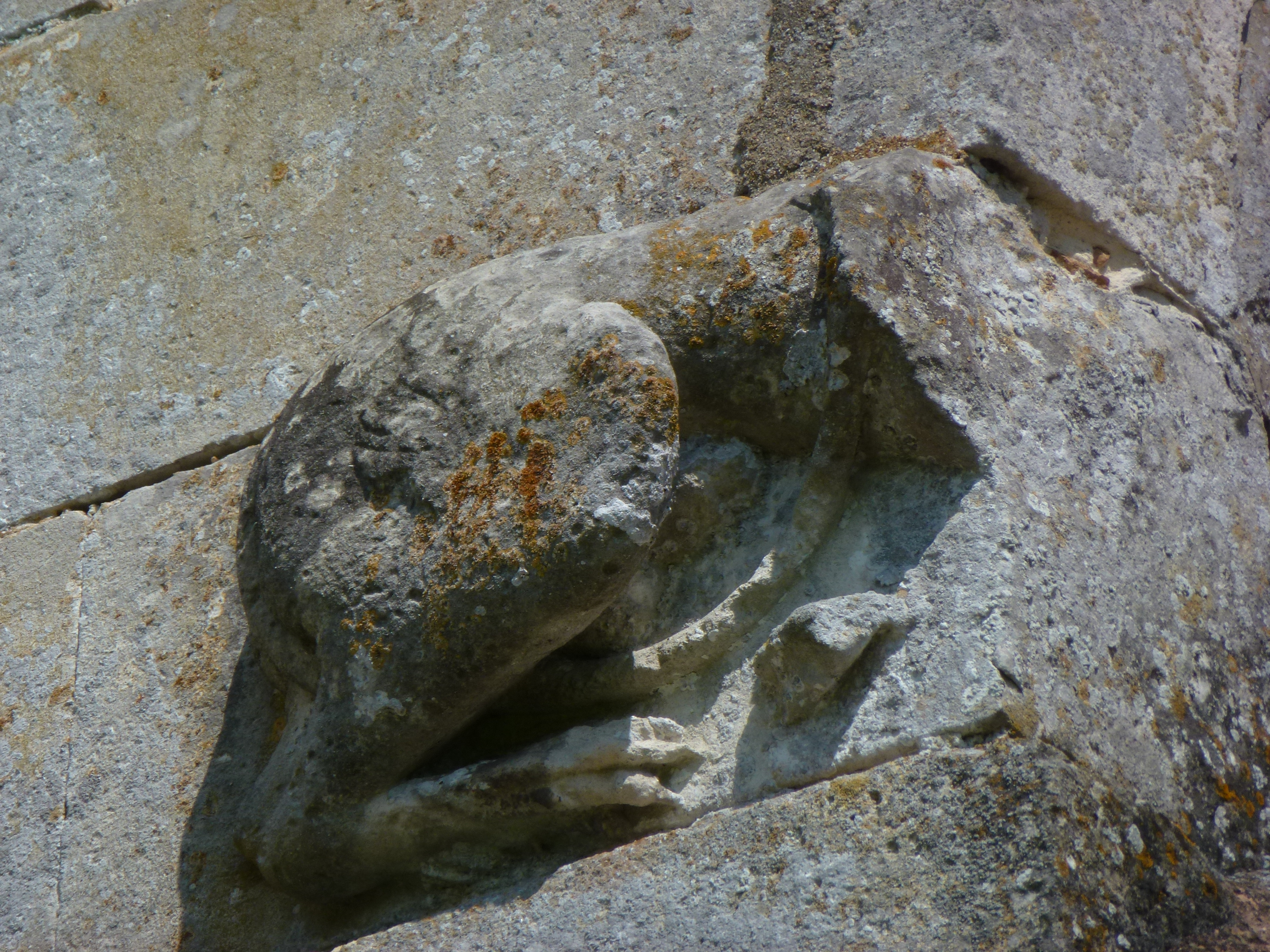
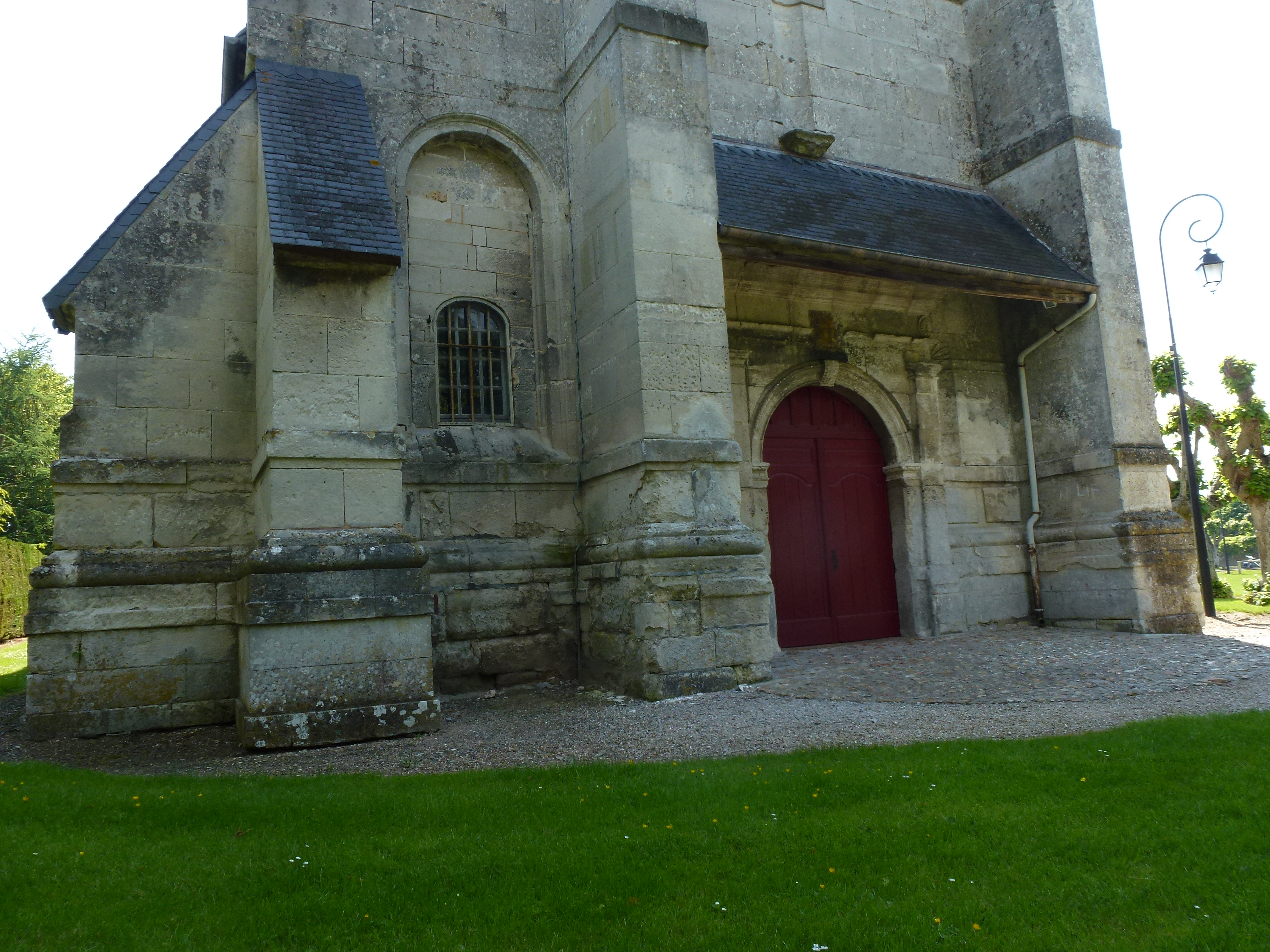

Par ailleurs, plusieurs autres édifices sont inscrits à l'inventaire général du patrimoine culturel :
- Un château, manoir des XVIe, XVIIe et XVIIIe siècles[18]. Le manoir actuel est probablement le logis du XVIe siècle. Le château a été construit en 1632 et agrandi au début du XVIIIe siècle. Il a été complètement détruit par un incendie en 1870. La chapelle Sainte-Marie-Madeleine a également été détruite ;
- Un château fort (probablement du XIIe siècle) au lieu-dit le Parc[19]. Le château aurait été démantelé par Bertrand du Guesclin ;
- Un manoir du XVIIIe siècle au lieu-dit la Goderie[20] ;
- Un moulin (probablement du XVIIe siècle) au lieu-dit Melleville[21]. Un moulin existait déjà avant 1095 ; la dîme revenait aux chanoines de Beaumont-le-Roger ;
- Une ferme du XVIIe siècle au lieu-dit Melleville[22].

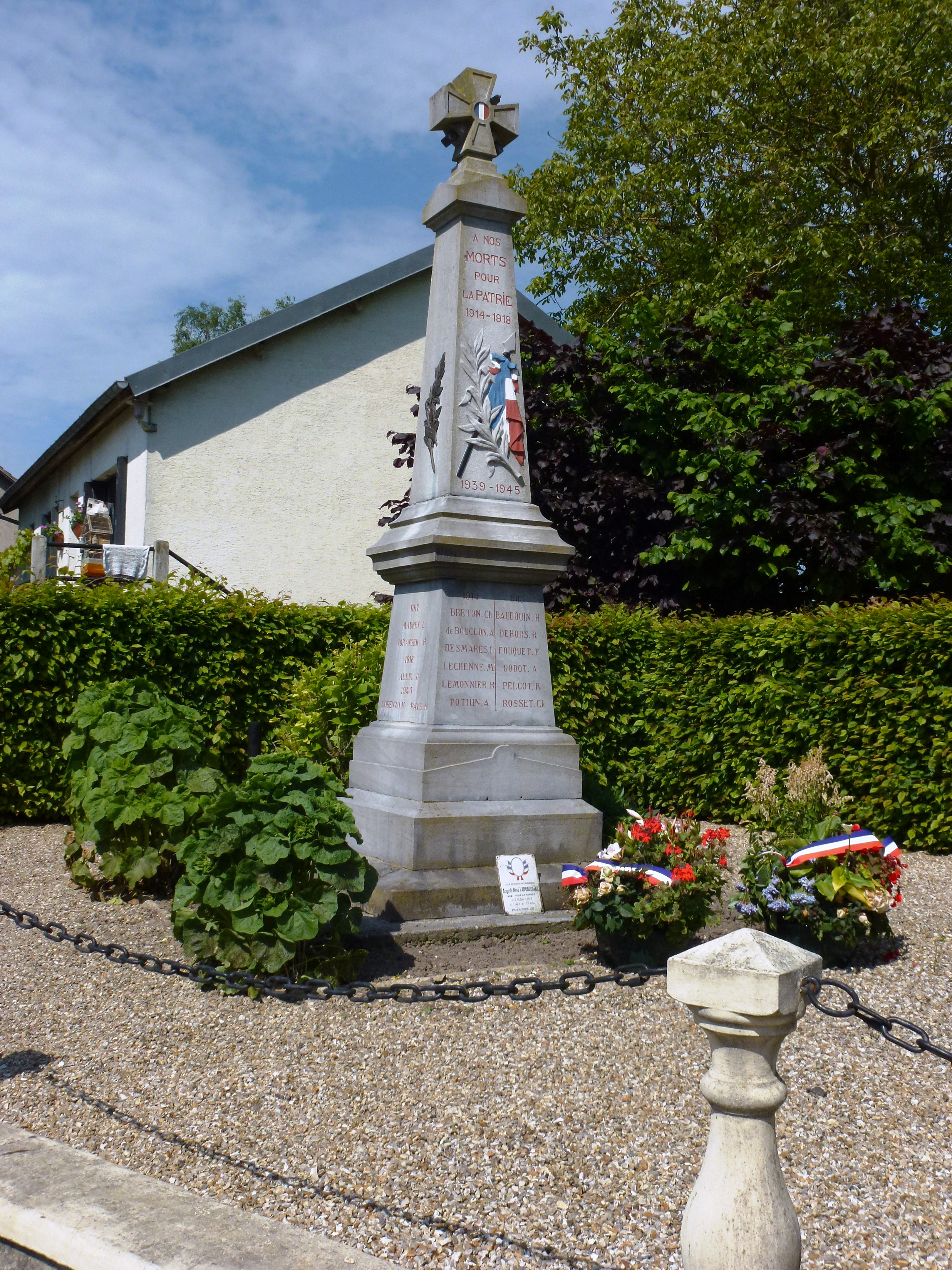
Monument aux morts.

### Patrimoine naturel

#### SiteNatura 2000
- Risle, Guiel, Charentonne[23].

#### ZNIEFFde type 1
- La lande et le bois des Vieilles Carrières[24].

#### ZNIEFFde type 2
- La vallée de la Risle de la Ferrière-sur-Risle à Brionne, la forêt de Beaumont, la basse vallée de la Charentonne[25].

### Personnalités liées à la commune
- Georges-Louis Goupillières, entrepreneur et architecte rouennais, né à Goupillières en 1861.

### Héraldique
| Blason de Goupillières | Blason  | Taillé: au 1er de gueules au renard passant d'argent, au 2e d'azur à la roue de moulin d'or ; à la barre d'argent chargée d'une fleur de lis d'or et posée à plomb, brochant sur la partition. |
| Blason de Goupillières | Détails | Le statut officiel du blason reste à déterminer. |